# Cyiza punctalis
Cyiza punctalis är en fjärilsart som beskrevs av Walker 1864. Cyiza punctalis ingår i släktet Cyiza och familjen mott. Inga underarter finns listade i Catalogue of Life.